# Camille Jordan
Marie Ennemond Camille Jordan (Lyon, 5 de janeiro de 1838 — Paris, 22 de janeiro de 1922) foi um matemático francês.

## Vida
Jordan nasceu em Lyon e foi educado na École polytechnique. Ele era engenheiro de profissão; mais tarde na vida, ele lecionou na École polytechnique e no Collège de France, onde tinha uma reputação de escolhas excêntricas de notação.
Ele é lembrado agora pelo nome em uma série de resultados:
- O teorema da curva de Jordan, um resultado topológico necessário em análises complexas
- A forma normal de Jordan e a matriz de Jordan em álgebra linear
- Na análise matemática, a medida de Jordan (ou conteúdo de Jordan) é uma medida de área que antecede a teoria da medida
- Na teoria dos grupos, o teorema de Jordan-Hölder sobre séries de composição é um resultado básico.
- Teorema de Jordan sobre grupos lineares finitos

O trabalho de Jordan fez muito para trazer a teoria de Galois para o mainstream. Ele também investigou os grupos Mathieu, os primeiros exemplos de grupos esporádicos. Seu Traité des substituitions, sobre grupos de permutação, foi publicado em 1870; este tratado rendeu a Jordan o prêmio Poncelet de 1870. Foi Orador Convidado do ICM em 1920 em Estrasburgo.

## Obras
- Sur le nombre des valeurs des fonctions. Suivi de Sur les périodes des fonctions inverses des intégrales des différentielles algébriques, Paris, Mallet-Bachelier, 1860
- Traité des substitutions et des équations algébriques, 1870. disponível em Gallica
- Cours d'analyse de l'École polytechnique, três volumes publicados entre 1882 et 1887. Este livro, republicado e totalmente renovado em 1893, marca o nascimento da análise moderna na França, baseada nas ideias de Weierstrass.
Primeiro volume. Calcul différentiel. disponível em Gallica
Segundo volume. Calcul intégral. disponível em Gallica
Terceiro volume. Équations différentielles. disponível em Gallica